# (500290) 2012 PA37
(500290) 2012 PA37 es un asteroide perteneciente al cinturón de asteroides, descubierto el 13 de abril de 2011 por el equipo del Mount Lemmon Survey desde el Observatorio del Monte Lemmon, Arizona, Estados Unidos.

## Designación y nombre
Designado provisionalmente como 2012 PA37.

## Características orbitales
2012 PA37 está situado a una distancia media del Sol de 2,792 ua, pudiendo alejarse hasta 3,280 ua y acercarse hasta 2,303 ua. Su excentricidad es 0,175 y la inclinación orbital 14,02 grados. Emplea 1704,25 días en completar una órbita alrededor del Sol.

## Características físicas
La magnitud absoluta de 2012 PA37 es 16,7.